# Barbro Lindvall-Liljander

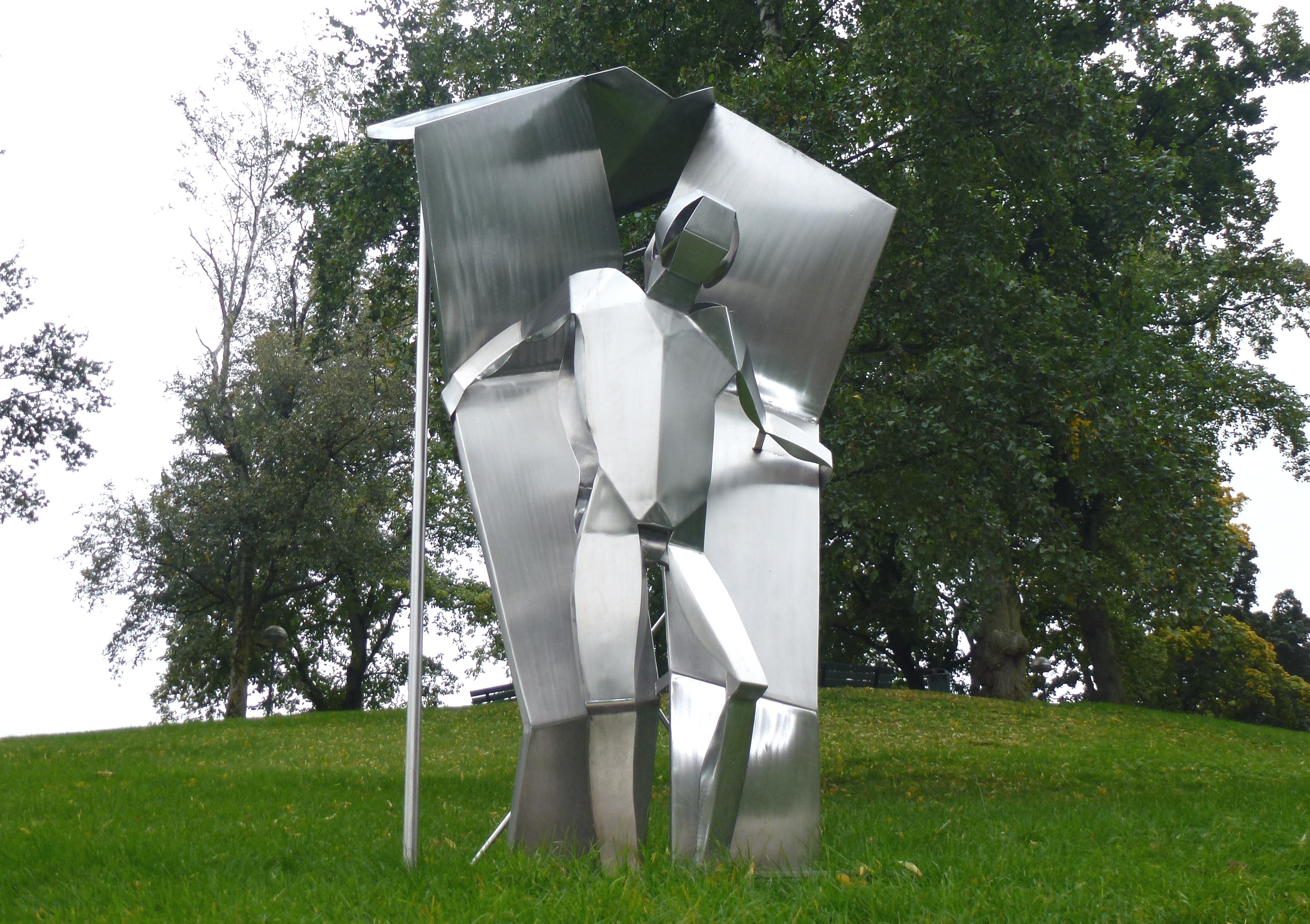
"Ikaros med draken".

Barbro Katarina Lindvall-Liljander, född 28 september 1932 i Engelbrekts församling i Stockholm, död 7 juni 2018 i Stockholm, var en svensk skulptör.
Barbro Lindvall-Liljander utbildade sig på Konstfack 1951–1955 och Kungliga Konsthögskolan i Stockholm 1955–1960. Hon var lärare i skulptur på Konstskolan Idun Lovén i Stockholm 1972–1997.
Hon var från 1959 till makens död gift med skulptören Ivan Liljander (1929–1991). De är begravda på Skogskyrkogården i Stockholm.

## Offentliga verk i urval
- Ikaros med draken, 1979, en skulptur i rostfri plåt som uppsattes i Kronobergsparken i Stockholm